# Gemini 2

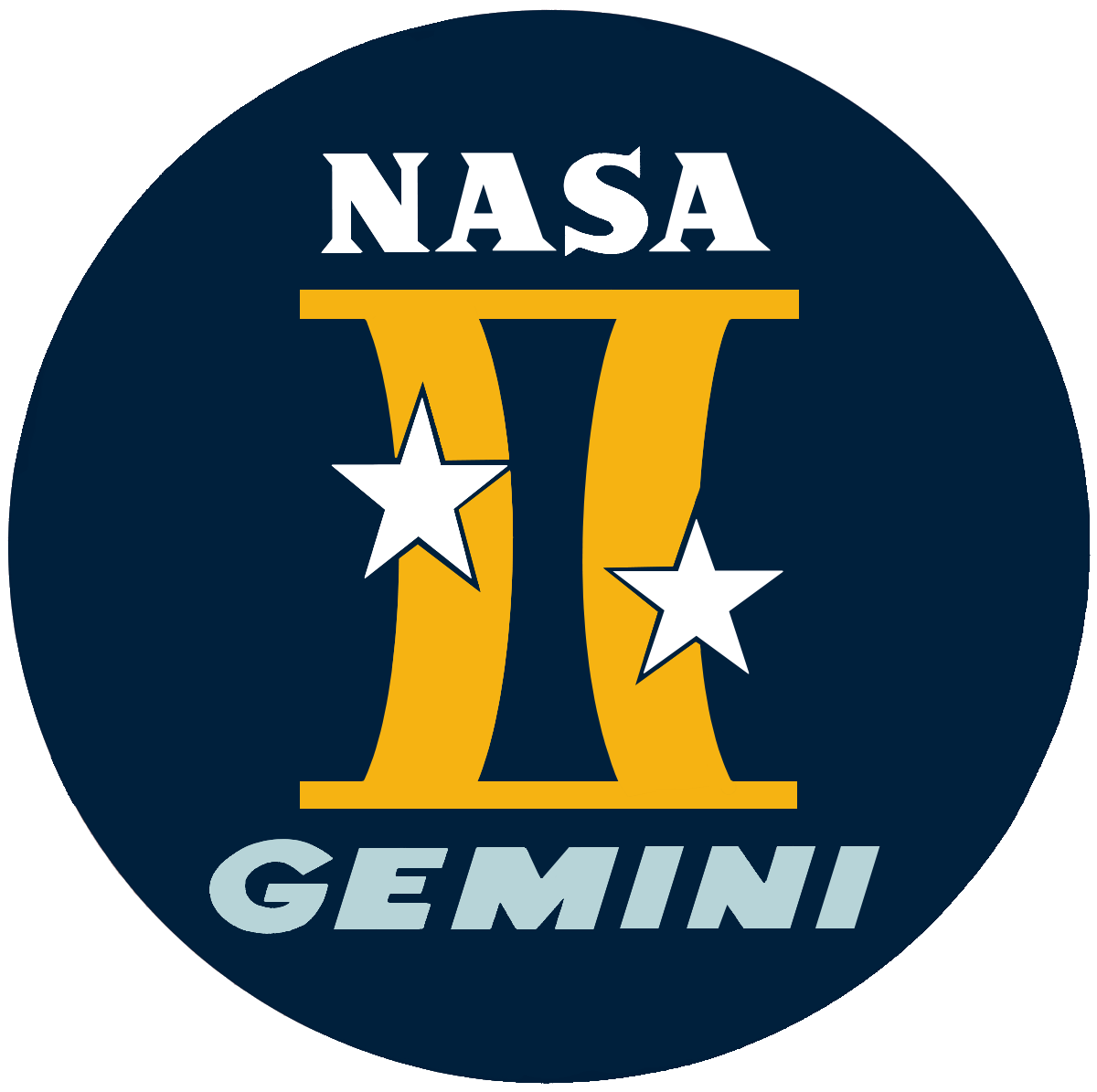
Patch Gemini 2

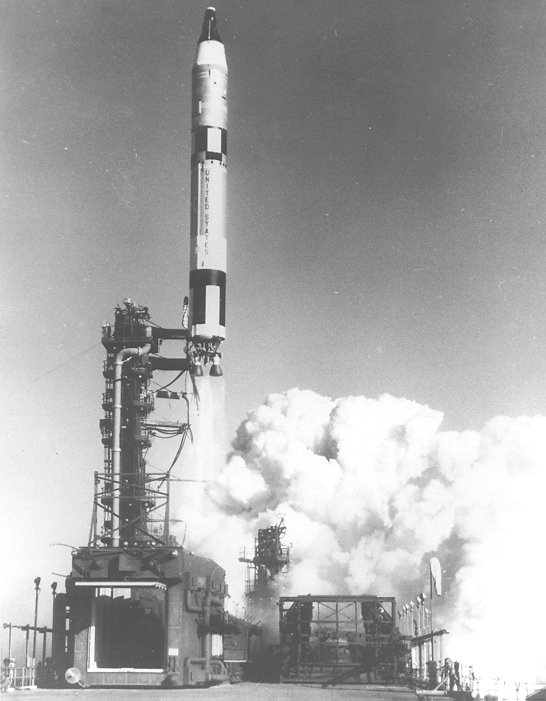
Lancering Gemini 2

Gemini 2 was een onbemande testvlucht in het kader van NASA's Geminiprogramma. Het ruimtevaartuig werd op 19 januari 1965 om 14:03 GMT/UTC gelanceerd. Na 18 minuten en 16 seconden was de testvlucht afgelopen. Hoofddoel was het testen van het ablatieve hitteschild.
Doel was het testen van het hitteschild.

## Vluchtgegevens
- lancering:
  - tijd: 19 januari 1965 14:03 GMT/UTC
  - plaats: Cape Canaveral, Verenigde Staten (lanceer complex LC19)
- roepnaam (call sign): Gemini 2
- bemanning: 
  - geen
- duur van de vlucht: 0,013 dagen (0 dagen 0 uur 18 min.)
- maximaal bereikte hoogte (ruimtesprong): 171,1 km
- landing:
  - tijd: 19 januari 1965 14:22 GMT/UTC
  - plaats: 16° 36' N, 49° 46' W, Atlantische Oceaan

## Trivia
De Gemini 2-capsule zou op 3 november 1967 nogmaals worden gelanceerd, ditmaal door de US Air Force met een Titan III-C voor missie MOL-B; de enige lancering van het Manned Orbital Labaratory-programma. Het werd daarmee het eerste hergebruikte ruimtevaartuig ooit.
Gemini 1 · 
Gemini 2 · 
Gemini 3 · 
Gemini 4 · 
Gemini 5 · 
Gemini 6A · 
Gemini 7 · 
Gemini 8 · 
Gemini 9A · 
Gemini 10 · 
Gemini 11 · 
Gemini 12